# Tulipa kaufmanniana

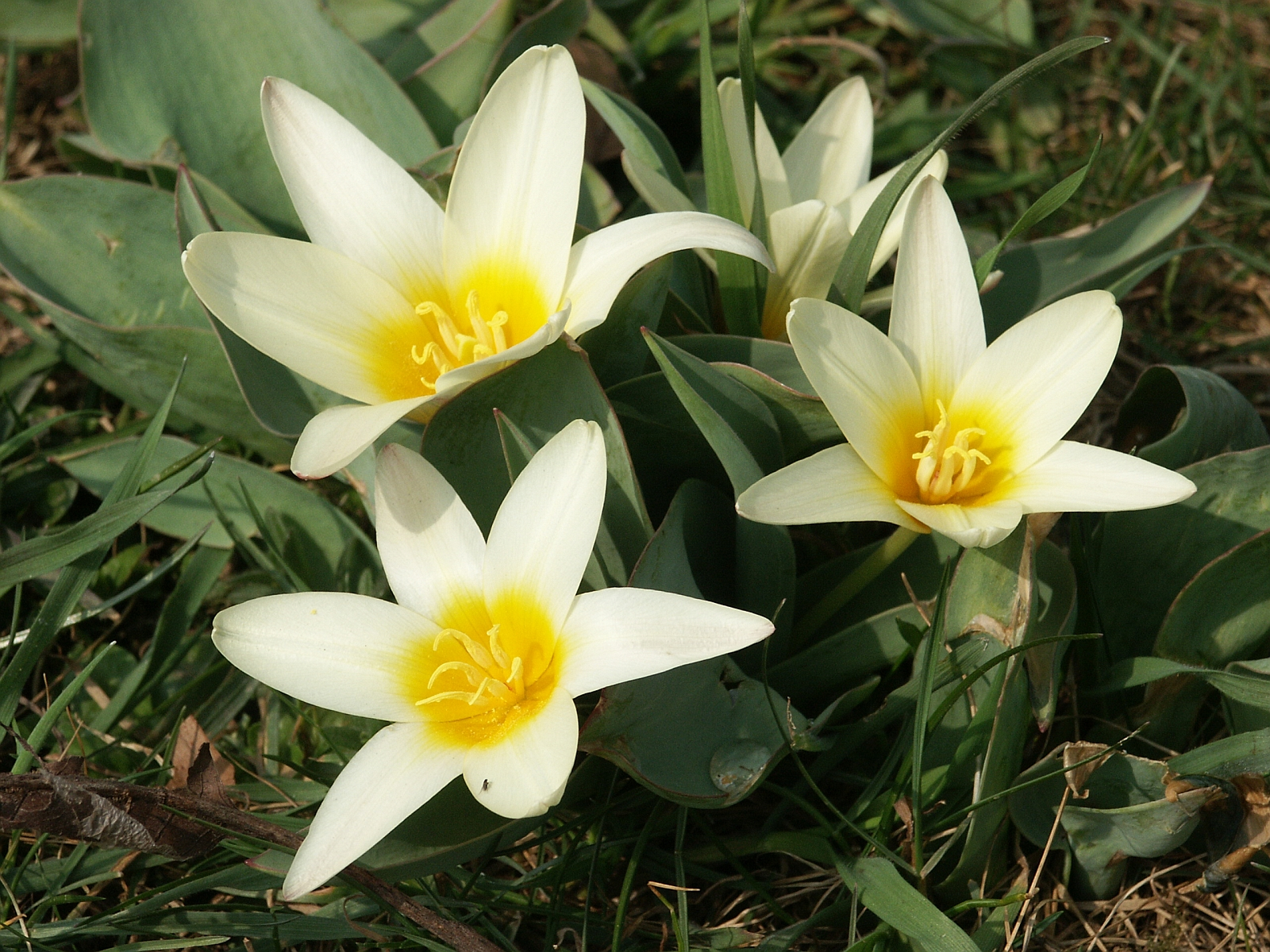

Tulipa kaufmanniana là một loài thực vật có hoa trong họ Liliaceae. Loài này được Regel miêu tả khoa học đầu tiên năm 1877.